# Awanhard Gorłówka
Awanhard Gorłówka (ukr. Футбольний клуб «Авангард» Горлівка, Futbolnyj Kłub "Awanhard" Horliwka) – ukraiński klub piłkarski z siedzibą w Gorłowce, w obwodzie donieckim.

## Historia
Chronologia nazw:
- 1938—1958: Awanhard Gorłówka (ukr. «Авангард» Горлівка)

Drużyna piłkarska Awanhard Gorłówka została założona w mieście Gorłówka w 1938 roku. W 1938 zespół startował w rozgrywkach Pucharu ZSRR. W 1946 klub debiutował w Trzeciej Grupie, wschodniej strefie ukraińskiej Mistrzostw ZSRR. Potem występował w rozgrywkach mistrzostw i Pucharu obwodu donieckiego, dopóki w 1958 nie został połączony w klub Szachtar Gorłówka.

## Sukcesy
- Trzecia Grupa, wschodnia strefa ukraińska:

8. miejsce: 1946